# 云南石仙桃
云南石仙桃（学名：Pholidota yunnanensis）为兰科石仙桃属下的一个种。产中国广西、湖北西部、湖南西部、四川东北部至南部、贵州和云南东南部。
其种加词 yunnanensis 意为“云南的”。